# August Landt
August Landt (* 9. November 1809 in Neutitschein, Mähren; † 9. Oktober 1896 in Graz) war von 1875 bis 1878 Apostolischer Feldvikar der k.u.k. Armee.
Landt wurde am 22. Juli 1834 zum Priester geweiht und war ab 1839 an vielen Stellen als Militärseelsorger tätig. 1874 zum Feldkonsistorialdirektor ernannt, war er vom 1. November 1875 bis zum 1. Februar 1878 Apostolischer Feldvikar der k.u.k. Armee.